# Vienna Knights
Die Vienna Knights sind ein American-Football-Verein aus Wien. Die Kampfmannschaft spielt aktuell in der AFL Division 1 (zweithöchste Spielklasse Österreichs).

## Vereinsgeschichte Kampfmannschaft
Der Verein wurde im Jahr 2003 von 28 Spielern gegründet und stieg zwei Jahre später in den Ligabetrieb der AFL Division 2 (dritthöchste Spielklasse Österreichs) ein. Sein erstes offizielles Spiel bestritt er am 17. April 2005 gegen die Amstetten Thunderbolts.
2006 belegten die Vienna Knights in ihrer erst zweiten Saison in der AFL Division 2 den 2. Platz und stiegen erstmals in die AFL Division 1 auf.
Nach einigen Jahren in Schönbrunn, wurde 2007 erstmals der ASKÖ-Platz Schmelz (Auf der Schmelz 10, 1150 Wien) die Trainingsstätte der Vienna Knights, was sie bis 2020 bleiben sollte.
Nach zwei Jahren in der AFL Division 1 (2007, 2008) stieg der Verein in die AFL Division 2 ab.
2009 belegte man erneut den 2. Platz der AFL Division 2. Im Jahr 2010 gelang der bis dahin größte Meistertitel in der Vereinsgeschichte. Mit 27:21 gewannen die Vienna Knights die Iron Bowl (Finale der AFL Division 2) gegen die Tirol Raiders II.
In den Folgejahren 2011–2014 spielten die Vienna Knights wieder in der AFL Division 1. In der Saison 2012 schafften sie es erstmals in die Silver Bowl (Finale der AFL Division 1), mussten sich den Carinthian Lions jedoch mit 16:21 geschlagen geben.
Nach dem 3. Platz in der AFL Division 1 2014 wollte der AFBÖ, dass die Vienna Knights in die AFL (höchste Spielklasse Österreichs) aufsteigen, weil diese von 5 auf 8 Teams erweitert werden sollte. Nachdem sich die Vienna Knights (und auch die Carinthian Lions) weigerten aufzusteigen, wurden sie vom AFBÖ 2015 in die AFL Division 3 (vierthöchste und damals vorletzte Spielklasse Österreichs) zwangsversetzt. Das war das bisher letzte Mal, dass ein österreichisches Football-Team zwangsabsteigen musste, weil es den Aufstieg in eine höhere Liga verweigert hat (Stand: Juni 2023).
In der Saison 2015 gelang postwendend der Meistertitel in der AFL Division 3. Die Challenge Bowl (Finale der AFL Division 3) wurde mit 56:14 gegen die Danube Dragons 2 gewonnen, womit die Kampfmannschaft den 2. Meistertitel der Vereinshistorie bejubeln durfte und die Saison ungeschlagen beendete. Nach der überlegenen Saison durften die Vienna Knights die AFL Division 2 „überspringen“ und stiegen 2016 direkt wieder in die AFL Division 1 auf, in der sie seitdem durchgehend spielen (Stand: Juni 2023).
Als Aufsteiger gelang 2016 zum zweiten Mal in der Vereinsgeschichte der Einzug in die Silver Bowl. Diesmal musste man sich den Steelsharks Traun mit 7:12 geschlagen geben.
Nach einem 4. Platz 2017, schaffte man im Jahr 2018 zum dritten Mal den Einzug in die Silver Bowl. Jedoch wurde auch diese mit 13:17 gegen Wienerwald Amstetten Thunder verloren.
2019 erreichte man zum vierten Mal in Folge die Playoffs der AFL Division 1, schied jedoch im Halbfinale aus.
Im Jahr 2020 nahmen die Vienna Knights aufgrund der COVID-19-Pandemie an keiner Meisterschaft teil. Nachdem die Heimstätte auf der Schmelz stark sanierungsbedürftig war, übersiedelten die Vienna Knights 2020 auf den Red Star-Platz (Kendlerstraße 38, 1160 Wien), wo sie von 2020 bis 2023 drei Jahre lang trainierten und ihre Heimspiele austrugen.
Nach schwierigen Saisonen 2021 und 2022 erreichten die Vienna Knights 2023 erstmals seit 2019 wieder die Playoffs der AFL Division 1. Mit einem dramatischen 27:21-Sieg in der Overtime gegen die Cineplexx Blue Devils gelang dabei zum vierten Mal in der Vereinsgeschichte der Einzug in die Silver Bowl.
Die Silver Bowl XXV fand am 29. Juli 2023 in der NV Arena in St. Pölten zwischen den Ultimate Amstetten Thunder und den Vienna Knights statt. Die in dieser Saison bis dahin ungeschlagenen Ultimate Amstetten Thunder galten im Vorfeld als Favorit. Die Vienna Knights setzten sich in einem spannenden Spiel jedoch knapp mit 20:16 durch und krönten sich zum ersten Mal in ihrer bis dahin 20-jährigen Vereinsgeschichte zum Meister der AFL Division 1. Dieser Triumph gelang den Vienna Knights ohne einen US-amerikanischen Trainer oder Spieler im Roster, was zu diesem Zeitpunkt eine Besonderheit im österreichischen American Football darstellte.
Nach der Saison 2023 übersiedelten die Vienna Knights wieder auf ihre alte, jedoch frisch sanierte, Heimstätte Auf der Schmelz 10, 1150 Wien.
Von 2012 bis 2019 hatten die Vienna Knights ein zweites Team, dass in Summe drei Meistertitel errang (2012 & 2016: AFL Division 3. 2015: AFL Division 4). Nach drei Saisonen (2017–2019) in der AFL Division 2 wurde das Team 2 nach der COVID-19-Pandemie 2020/2021 aufgelöst.

## Teams 2023
- Vienna Knights (Kampfmannschaft)
- U18 (Spielgemeinschaft mit Red Tigers)
- U16 (Spielgemeinschaft mit Red Tigers)
- Flag-FLA 3 (Moon Bowl V Champion)
- Flag-FLL
- Flag-U17
- Flag-U15
- Flag-U13
- Flag-U11

## Erfolge Kampfmannschaft
| Titel                           | Meister  | Vizemeister          |
| ------------------------------- | -------- | -------------------- |
| Austrian Bowl (AFL)             | 0        | 0                    |
| Silver Bowl (AFL Division 1)    | 1 (2023) | 3 (2012, 2016, 2018) |
| Iron Bowl (AFL Division 2)      | 1 (2010) | 2 (2006, 2009)       |
| Challenge Bowl (AFL Division 3) | 1 (2015) |                      |
| Mission Bowl (AFL Division 4)   | 0        |                      |

## Platzierungen Kampfmannschaft
| Saison | Liga           | Spielklasse | Platzierung | Anzahl Teams |
| ------ | -------------- | ----------- | ----------- | ------------ |
| 2005   | AFL Division 2 | 3           | 4           | 7            |
| 2006   | AFL Division 2 | 3           | 2           | 6            |
| 2007   | AFL Division 1 | 2           | 7           | 8            |
| 2008   | AFL Division 1 | 2           | 5           | 5            |
| 2009   | AFL Division 2 | 3           | 2           | 10           |
| 2010   | AFL Division 2 | 3           | 1           | 9            |
| 2011   | AFL Division 1 | 2           | 5           | 6            |
| 2012   | AFL Division 1 | 2           | 2           | 6            |
| 2013   | AFL Division 1 | 2           | 3           | 6            |
| 2014   | AFL Division 1 | 2           | 3           | 6            |
| 2015   | AFL Division 3 | 4           | 1           | 8            |
| 2016   | AFL Division 1 | 2           | 2           | 10           |
| 2017   | AFL Division 1 | 2           | 4           | 10           |
| 2018   | AFL Division 1 | 2           | 2           | 10           |
| 2019   | AFL Division 1 | 2           | 4           | 10           |
| 2021   | AFL Division 1 | 2           | 9           | 12           |
| 2022   | AFL Division 1 | 2           | 6           | 10           |
| 2023   | AFL Division 1 | 2           | 1           | 10           |

## Erfolge Team 2
| Titel                           | Meister        | Vizemeister |
| ------------------------------- | -------------- | ----------- |
| Austrian Bowl (AFL)             | 0              | 0           |
| Silver Bowl (AFL Division 1)    | 0              | 0           |
| Iron Bowl (AFL Division 2)      | 0              | 0           |
| Challenge Bowl (AFL Division 3) | 2 (2012, 2016) | 0           |
| Mission Bowl (AFL Division 4)   | 1 (2015)       | 0           |

## Platzierungen Team 2
| Saison | Liga           | Spielklasse | Platzierung | Anzahl Teams |
| ------ | -------------- | ----------- | ----------- | ------------ |
| 2012   | AFL Division 3 | 4           | 1           | 8            |
| 2013   | AFL Division 3 | 4           | 6           | 12           |
| 2014   | AFL Division 3 | 4           | 4           | 15           |
| 2015   | AFL Division 4 | 5           | 1           | 12           |
| 2016   | AFL Division 3 | 4           | 1           | 9            |
| 2017   | AFL Division 2 | 3           | 6           | 10           |
| 2018   | AFL Division 2 | 3           | 9           | 10           |
| 2019   | AFL Division 2 | 3           | 10          | 10           |